# Ōtāhuhu
Ōtāhuhu ist ein Stadtteil der ehemaligen eigenständigen Stadt von Auckland City auf der Nordinsel von Neuseeland. Ab dem 1. November 2010 wurde Auckland City verwaltungstechnisch dem neu gebildeten Auckland Council zugeordnet und der Stadtteil Ōtāhuhu der neu gebildeten Untergliederung Manukau Ward zugeordnet.

## Geographie
Ōtāhuhu befindet sich rund 13 km südöstlich des Stadtzentrums von Auckland am Isthmus zwischen dem Manukau Harbour im Westen und dem Tāmaki River im Osten. Im Norden grenzt der Stadtteil Mount Wellington an und im Süden der Stadtteil Papatoetoe der ehemaligen Stadt Manukau City.
Zum Zensus des Jahres 2013 zählte der Stadtteil 13.524 Einwohner.

## Geschichte
Die Landenge bei Ōtāhuhu verbindet die Northland Peninsula mit dem südlicheren Teil der Nordinsel Neuseelands. Die schmalste Stelle zwischen Ōtāhuhu Creek und dem Māngere Inlet ist nur etwa 1200 Meter breit. Die Portage Road überquert den Isthmus an dieser Stelle und wurde vor der europäischen Kolonisation von den Māori zum Transport ihrer Kanus zwischen dem Manukau Habour und dem Waitematā Harbour genutzt.
Ōtāhuhu selbst entstand 1847 als Militärstützpunkt, von dem aus in den 1860er Jahren militärische Aktionen in der Region Waikato organisiert und ausgeführt wurden. In den frühen 1900er Jahren gewann das flache und günstig zu erwerbende Land mit seinen günstigen Verkehrsanbindungen zu Straßen, Schiene und Häfen an Attraktivität und macht es zu einem idealen Standort für die Industrie. So entwickelte sich der Stadtteil zu einem Viertel mit einer ausgeprägten Arbeitergemeinde. Doch ab den 1990er Jahren fand in Teilen des Stadtteils eine Gentrifizierung statt.
Mit Foodtown in Ōtāhuhu eröffnete am 28. Juni 1958 der erste Supermarkt US-amerikanischen Stils in Neuseelands.

## Infrastruktur

### Straßenverkehr
Der Stadtteil ist über den New Zealand State Highway 1 direkt mit den Zentren von Auckland im Norden und mit dem südlich gelegenen Zentrum von Manukau verbunden.

### Schienenverkehr
Ōtāhuhu verfügt mit der für 28 Millionen NZ$ ausgebauten Ōtāhuhu Station über einen Verkehrsknotenpunkt, der den öffentlichen Personennahverkehr der Schiene mit dem Busverkehr und dem privaten Personenverkehr verbindet. Die Station wurde beginnend mit der Planungsphase im August 2014 bis zur Fertigstellung am 29. Oktober 2016 für die zukünftigen Anforderungen des Personennahverkehrs ausgebaut.

### Bildungswesen
Der Stadtteil verfügt mit dem Otahuhu College über eine anerkannte Bildungseinrichtung. Die Schule wurde 1931 als Otahuhu Junior High School gegründet, nannte sich zwei Jahre später Otahuhu Technical High School und bekam ihren heute noch gültigen Namen 1947 verliehen.
Das College besuchten mehrere in Neuseeland berühmte Personen, so Schwergewichtsboxer David Tua, Premierminister David Lange und der Bürgermeister der ehemaligen Stadt Manukau City, Sir Barry Curtis.

## Persönlichkeiten
- Max Grace (* 1942), Radrennfahrer
- Richard James Umbers (* 1971), katholischer Geistlicher, Weihbischof in Sydney
- Hayden Chisholm (* 1975), Altsaxophonist und Jazzkomponist
- Joe Naufahu (* 1978), Schauspieler und Rugbyspieler
- Nneka Okpala (* 1988), Leichtathletin
- Bundee Aki (* 1990), Rugbyspieler
- Bill Tuiloma (* 1995), Fußballspieler